# Lina Sandells park
Lina Sandells park är en park i Gottsunda i Uppsala. Parken ligger längs med Hugo Alfvéns väg, i höjd med Bandstolsvägen. Parken genomgick en stor upprustning under 2018. Projektet bekostades delvis av Boverket.